# ソンクラー湖
ソンクラー湖（タイ語: ทะเลสาบสงขลา、 RTGS: Thale Sap SongkhlaThale Sap Songkhla、 IPA: [tʰa.leː sàːp sǒŋ.kʰlǎː]）は、タイにある最も大きい天然の湖。マレー半島にあり国土の南方にある。1,040 ㎞2 の面積を覆い、ソンクラー県とパッタルン県の境界でもある。湖と呼ばれているが、地質学的に複雑な潟である。
南端のソンクラー湖、中央のルアン湖、北端のノイ湖の3つの部分に分けられている。 南部にはソンクラー市にあるタイランド湾へ注ぐ380mの広い海峡がある。海水の約半分の塩分濃度の汽水域である。6kmまで狭まったところを抜けて北へ行くと、ルアン湖（Thale Luang、782.80 km2）である。マングローブの沼地にある北端はノイ湖（Thale Noi、28km2）であり、パッタルン県に位置している。海と湖とを分ける75kmにも及ぶ砂嘴が最も顕著な特徴である。多くの砂嘴と違い、元から存在していた島がそれより前の湖の沈み込みによってつながったことにより形成されたと考えられる。北端のノイ湖は淡水湖、ルアン湖は汽水湖であるが南に行くほど塩分濃度が高くなり、ソンクラー湖はかなり塩分濃度の高い汽水湖である。

## ラムサール条約湿地
Thale Noi湖近くのPhru Khuan Khi Sian湿地はラムサール条約湿地として1998年より保護されている。1975年に作られたThale Noi 禁猟地域の一部である。
Kuan Ki SianのThale Noi禁猟地域は北緯7度50分東経100度8分のパッタルンの禁猟地域にある。ルアン湖のちょうど北のあたりはタイで数少ない現存する人の手が入っていない淡水湿地生態系の1つである。変わった湿地の中で湖、沼、コバノブラシノキ属の沼沢林、田、草原などを見つけることができる。
"Kuans"はコバノブラシノキ属の沼沢林にあり、1年のほとんど水がない島である。Kuan Ki Sianはノイ湖にある海抜0~2mの丘である。ノイ湖は5000以上の家族の居住があり、そこのほとんどすべての家族が資源抽出やその地域の土地利用に依存している。釣り、牛の放牧、耕作、マット作り、観光などの活動ができ、1年間に20万人以上の人が訪れる。

## カワゴンドウ
ルアン湖のパッタルンのシーハ島の近くでは少ないながらもカワゴンドウを見つけることができる。乱獲と汚染により絶滅の危機にさらされており、IUCNのレッドリストにはマハカム川とマランパヤ湾も含め示して複数の集団を含め、 いくつかの集団は絶滅危惧と書かれている。